# Liste der Bischöfe von Sabina
Die folgenden Personen waren Bischöfe und Kardinalbischöfe des Suburbikarischen Bistums Sabina (Sitz in Poggio Mirteto, Provinz Rieti, Region Latium, Italien):
- Peter (778–799)
- Issa (oder Jesse) (799–804)
- Theodor (804–826)
- Samuele (826–853)
- Sergio (853–868, −879)
- Leo (879–928)
- Gregor I. (928–948)
- Anastasius (948–963)
- Johannes I. (963–984)
- Johannes II. (984 bis spätestens 993)
- Dominicus (993)[1]
- Benedikt (999)[1]
- Rainer (999–1011)[1]
- Johannes (1011–1062), 1045 bis 1046 als Papst Silvester III.[2]
- Hubaldus (1063–1094)[3]
  - Regizo (1084 bis 1097), Anhänger des Gegenpapstes Clemens III.[4]
- Crescentius (1100–1126)[5]
- Konrad von Suburra (1127–1153)[6]
- Gregorius (1154)[7]
- Gregor von Suburra (1154–1162)[8]
  - Lindo (1163–1164), Anhänger des Gegenpapstes Viktors IV.
- Konrad von Wittelsbach (1166–1200)[9]
  - Johannes (1172–1173), Anhänger des Gegenpapstes Kalixts III.[10]
- vakant (1200–1204)
- Giovanni di San Paolo (1204–1214)[11]
- Pietro Collivaccino (1217–1220)[12]
- Aldobrandino Caetani (1221–1223)
- vakant (1223–1225)
- Thomas Olivier (1225–1227)
- Jean d’Abbeville (1227–1237)[13]
- Goffredo da Castglione (1238–1241)[13]
- vakant (1241–1244)
- Wilhelm von Modena (1244–1251)[14]
- Pierre de Bar (1252–1253)[14]
- vakant (1253–1261)
- Guy Fulcodi (1261–1265), † 1268
- vakant (1265–1273)
- Bertrand de Saint-Martin (1273–1277)[15]
- Gerardo Bianchi (1281–1302)[16]
- Pedro Rodríguez (1302–1310)
- Arnaud de Falguires (1310–1317)
- Guillaume Pierre Godin (1317–1336)
- Matteo Orsini (1336–1340)
- Pedro Gomez de Barroso (1341–1355)
- Gil Álvarez Carillo de Albornoz (1356–1367)
- Guillaume d’Aigrefeuille l’Ancien (1367–1369) (siehe Haus Rogier de Beaufort)
- Philippe de Cabassole (1370–1372)
- Jean de Blandiac (1372–1379)
  - Hughes de Montelais, Junior (1379–1384) (avignonesische Obödienz)
- Philippe II. d’Alencon (1380–1388)
  - Pierre de Sortenac (1384–1390) (avignonesische Obödienz)
  - Jaime de Aragon (1391–1396) (avignonesische Obödienz)
- Francesco Carbone (1392–1405)
  - Jean Flandrin (1405–1415) (avignonesische Obödienz)
- Enrico Minutoli (1409–1412)
- Pedro Fernandez (1413–1420)
- Francesco Lando (1421–1427)
- vakant (1427–1431)
- Giordano Orsini (1431–1438) (auch Kardinalbischof von Albano (1412–1431))
- Branda Castiglione (1440–1443) (auch Kardinalbischof von Porto (1431–1443))
- vakant (1443–1449)
- Bessarion 1449 (auch Kardinalbischof von Frascati (1449–1468))
- Amadeus von Savoyen (1449–1451)
- Isidor von Thessaloniki (1451–1463)
- Juan de Torquemada (1463–1468) (auch Kardinalbischof von Palestrina 1460–1463)
- Bessarion (1468–1472) (abermals)
- Alain de Coëtivy (1472–1474) (auch Kardinalbischof von Palestrina 1465–1472) (Haus Coëtivy)
- Berardo Eroli (1474–1479)
- Giuliano della Rovere (1479–1483), † 1513 (auch Kardinalbischof von Ostia und Velletri 1483–1503)
- Oliviero Carafa (1483–1503), † 1511 (auch Kardinalbischof von Albano 1476–1483 und Ostia und Velletri 1503–1511)
- Girolamo Basso della Rovere (1503–1507) (auch Kardinalbischof von Palestrina 1492–1503)
- Raffele Galeotti Riario (1507–1508), † 1511 (auch Kardinalbischof von Albano 1503–1507 und Porto 1508–1511)
- Giovanni Antonio Sangiorgio (1508–1509) (auch Kardinalbischof von Frascati 1505–1507 und Palestrina 1507–1508)
- Bernardino López de Carvajal y Sande (1509–1511) (auch Kardinalbischof von Frascati 1507–1509, und Palestrina 1508–1509 Ostia und Velletri 1521–1523)
- Francesco Soderini (1511–1513), † 1524 (auch Kardinalbischof von Palestrina 1516–1523, Porto 1523 und Ostia und Velletri 1523–1524)
- Bernardino López de Carvajal y Sande (1509–1521) (abermals)
- Niccolo Fieschi (1521–1523), † 1524 (auch Kardinalbischof von Albano 1518–1521, Porto 1523–1524 und Ostia und Velletri 1524)
- Alessandro Farnese (1523–1524), † 1549 (auch Kardinalbischof von Frascati 1519–1523, Palestrina 1523, Porto 1524 und Ostia und Velletri 1524–1534)
- Antonio Maria del Monte (1524) (auch Kardinalbischof von Albano 1521–1523 und Palestrina 1523–1524)
- Pietro Accolti (1524–1532) (auch Kardinalbischof von Albano 1523–1524 und Palestrina 1524)
- Giovanni Domenico De Cupis (1533–1535), † 1553 (auch Kardinalbischof von Albano 1531–1533 und Ostia und Velletri 1537–1553)
- Bonifacio Ferrero (1535–1537), † 1543 (auch Kardinalbischof von Albano 1533–1534, Palestrina 1534–1535 und Porto 1537–1543)
- Lorenzo Campeggi (1537–1539) (auch Kardinalbischof von Albano 1534–1535 und Palestrina 1535–1537)
- Antonio Sanseverino (1539–1543), † 1543 (auch Kardinalbischof von Palestrina 1537–1539 und Porto 1543)
- Antonio Pucci (1543–1544) (auch Kardinalbischof von Albano 1540–1543)
- Giovanni Salviati (1544–1546), † 1553 (auch Kardinalbischof von Albano 1543–1544 und Porto 1546–1553)
- Giovanni Pietro Caraffa (1546–1550), † 1559 (auch Kardinalbischof von Sabina 1546–1550, Frascati 1550–1553, Porto 1553 und Ostia und Velletri 1553–1555), der spätere Papst Paul IV.
- François de Tournon (1550–1560), † 1562 (auch Kardinalbischof von Ostia und Velletri 1560–1562)
- Robert de Lenoncourt (1560–1561)
- Giovanni Girolamo Morone (1561–1562), † 1580 (auch Kardinalbischof von Albano 1560–1561, Frascati 1562, 1564–1565, Palestrina 1562–1564, Porto 1565–1570 und Ostia und Velletri 1570–1580)
- Cristoforo Madruzzo (1562–1564), † 1578 (auch Kardinalbischof von Albano 1561–1562, Palestrina 1564–1570 und Porto 1570–1578)
- Alessandro Farnese (1564–1565), † 1589 (auch Kardinalbischof von Frascati 1565–1578, Porto 1578–1580 und Ostia und Velletri 1580–1589)
- Ranuccio Farnese (1565)
- Tiberio Crispo (1565–1566)
- Giovanni Michele Saraceni Girifalco (1566–1569)
- Giovanni Battista Cicada (1569–1570)
- Otto Truchsess von Waldburg (1570), † 1573 (auch Kardinalbischof von Albano 1562–1570 und Palestrina 1570–1573)
- Giulio della Rovere (1570–1573), † 1578 (auch Kardinalbischof von Albano 1570 und Palestrina 1573–1578)
- Giovanni Ricci Poliziano (1573–1574) (auch Kardinalbischof von Albano 1570–1573)
- Scipione Rebiba (1574–1577)
- Giacomo Savelli (1577–1578), † 1587 (auch Kardinalbischof von Frascati 1578–1587 und Porto 1583–1587)
- Giovanni Antonio Serbelloni (1578), † 1591 (auch Kardinalbischof von Frascati 1583–1587, Palestrina 1578–1583, Porto 1587–1589 und Ostia 1589–1591)
- Antoine Perrenot de Granvelle (1578–1586)
- Innico d’Avalos d’Aquino d’Aragona (1586–1589), † 1600 (auch Kardinalbischof von Frascati 1589–1591 und Porto 1591–1600)
- Tolomeo Gallio (1589–1591), † 1607 (auch Kardinalbischof von Albano 1587–1589, Frascati 1591–1600, Porto 1600–1603 und Ostia und Velletri 1603–1607)
- Gabriele Paleotti (1591–1597) (auch Kardinalbischof von Albano 1589–1591)
- Ludovico Madruzzi (1597–1600), † 1600 (auch Kardinalbischof von Frascati 1600)
- Girolamo Rusticucci (1600–1603), † 1603 (auch Kardinalbischof von Albano 1598–1600 und Porto 1603)
- Simeone Tagliavia d’Aragona (1603–1604) (auch Kardinalbischof von Albano 1602–1603)
- François de Joyeuse (1604–1611), † 1615 (auch Kardinalbischof von Ostia und Velletri 1611–1615)
- Antonio Maria Sauli (1611–1615), † 1623 (auch Kardinalbischof von Albano 1607–1611, Porto 1615–1620 und Ostia und Velletri 1620–1623)
- Benedetto Giustiniani (1615–1620), † 1621 (auch Kardinalbischof von Palestrina 1612–1615 und Porto 1620–1621)
- Pietro Aldobrandini (1620–1621)
- Odoardo Farnese (1621–1624), † 1626 (auch Kardinalbischof von Frascati 1624–1626)
- Bonifacio Bevilacqua (1624–1626), † 1627 (auch Kardinalbischof von Frascati 1626–1627)
- Carlo Gaudenzio Madruzzi (1626–1629)
- Scipione Borghese 1629–1633
- Felice Centini 1633–1641
- Francesco Cennini de’ Salamandri 1641–1645
- Carlo di Ferdinando de’ Medici (1645), † 1666 (auch Kardinalbischof von Frascati 1645–1652, Porto 1652 und Ostia und Velletri 1652–1666)
- Francesco Barberini (1645–1652), † 1679 (auch Kardinalbischof von Porto 1652–1666 und Ostia und Velletri 1666–1679)
- Bernardino Spada (1652–1655), † 1661 (auch Kardinalbischof von Albano 1646–1652, Frascati 1652 und Palestrina 1655–1661)
- Giulio Cesare Sacchetti (1655–1663) (auch Kardinalbischof von Frascati 1652–1655)
- Marzio Ginetti (1663–1666), † 1671 (auch Kardinalbischof von Albano 1653–1663 und Porto 1666–1671)
- Francesco Maria Brancaccio (1666–1668), † 1675 (auch Kardinalbischof von Frascati 1668–1671 und Porto 1671–1675)
- Giulio Gabrielli (1668–1677)
- Niccolò Albergati-Ludovisi (1677–1681), † 1687 (auch Kardinalbischof von Porto 1681–1683 und Ostia und Velletri 1683–1687)
- Pietro Vito Ottoboni (1681–1683), der spätere Papst Alexander VIII.
- Carlo Pio di Savoia (1683–1689)
- Paluzzo Paluzzi Altieri degli Albertoni (1689–1691), † 1698 (auch Kardinalbischof von Palestrina 1691–1698)
- Giovanni Nicola Conti di Poli (1691–1698)
- Gaspare Carpegna (1698–1714)
- Fulvio Astalli (1714–1719), † 1721 (auch Kardinalbischof von Ostia und Velletri 1719–1721)
- Francesco Pignatelli (1719–1724), † 1734 (auch Kardinalbischof von Frascati 1724–1725 und Porto 1725–1734)
- Francesco Acquaviva d’Aragona (1724–1725)
- Pietro Ottoboni (1725–1730), † 1740 (auch Kardinalbischof von Frascati 1730–1734, Porto 1734–1738 und Ostia und Velletri 1738–1740)
- Annibale Albani (1730–1743), † 1751 (auch Kardinalbischof von Porto 1743–1751)
- Vincenzo Bichi (1743–1747), † 1750 (auch Kardinalbischof von Frascati 1747–1750)
- Raniero d’Elci (1747–1753), † 1761 (auch Kardinalbischof von Ostia und Velletri 1755–1761)
- Silvio Valenti Gonzaga (1753–1756)
- Joaquín Fernández de Portocarrero (1756–1760)
- Giovanni Francesco Albani (1760–1773) (auch Kardinalbischof von Porto)
- Carlo Rezzonico (1773–1776), † 1799 (auch Kardinalbischof von Porto 1776–1799)
- Andrea Corsini (1776–1795)
- Giovanni Archinto (1795–1799)
- Giovanni Andrea Archetti (1800–1805)
- Ippolito Vincenti Mareri (1807–1811)
- Lorenzo Litta (1814–1820)
- Tommaso Arezzo (1820–1833)
- Carlo Odescalchi SJ (1833–1838)
- Antonio Domenico Gamberini (1839–1841)
- Luigi Lambruschini (1842–1847), † 1854 (auch Kardinalbischof von Porto 1847–1854)
- Giacomo Luigi Brignole (1847–1853)
- Gabriele Ferreti (1853–1860)
- Girolamo d’Andrea (1860–1868)
- Karl August von Reisach (1868–1869)
- Giuseppe Milesi Pironi Ferretti (1870–1873)
- Luigi Bilio (1873–1884)
- Tommaso Maria Martinelli OSA (1884–1888)
- Luigi Serafini (1888–1894)
- Mario Mocenni (1894–1904)
- Francesco di Paola Cassetta (1905–1911), † 1919
- Gaetano de Lai (1911–1926)

## Kardinalbischof von Sabina-Poggio Mirteto
- Gaetano de Lai (1926–1928)
- Donato Raffaele Sbarretti (1928–1939)
- Enrico Sibilia (1939–1948)
- Adeodato Giovanni Piazza OCD (1949–1957)
- Marcello Mimmi (1958–1961)
- Giuseppe Ferretto (1961–1973)
- Antonio Samorè (1974–1983)
- Agnelo Rossi (1984–1995) (auch Kardinalbischof von Ostia 1986–1993)
- Eduardo Francisco Pironio (1995–1998)
- Lucas Moreira Neves OP (1998–2002)
- Giovanni Battista Re (seit 2002) (auch Kardinalbischof von Ostia seit 2020)

## Diözesanbischof von Sabina-Poggio Mirteto
Papst Johannes XXIII. beschloss 1962 in Suburbicariis sedibus, dass die Kardinalbischöfe zwar weiterhin Titelinhaber der suburbikarischen Bistümer sein sollen, jedoch ohne die pastoralen Verpflichtungen, die pleno jure einem Diözesanbischof übertragen wurden.
- Marco Caliaro CS (1962–1988)
- Nicola Rotunno (1988–1992)
- Salvatore Boccaccio (1992–1999)
- Lino Fumagalli (1999–2010)
- Ernesto Mandara (seit 2011)[17]